# خرید زمین در فلسطین توسط یهودیان

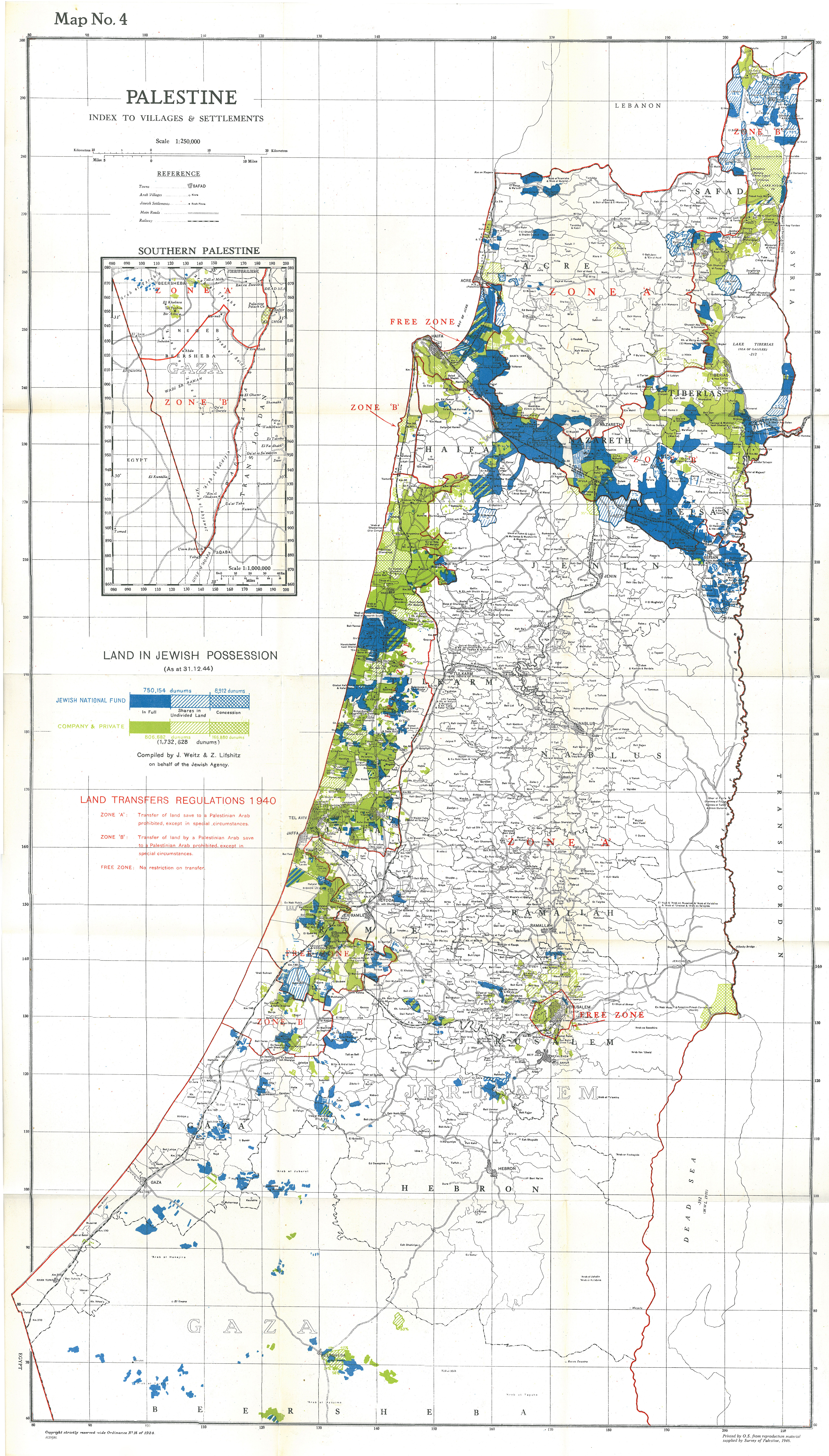
نقشه‌ای که زمین‌های متعلق به یهودیان را در ۳۱ دسامبر ۱۹۴۴ نشان می‌دهد، شامل زمین‌های مالکیت کامل، مشترک در زمین‌های تقسیم نشده و زمین‌های دولتی تحت امتیاز. این ۶٪ از کل زمین‌ها را تشکیل می‌داد که بیش از نیمی از آن در اختیار JNF و PICA بود

خرید زمین توسط یهودیان در فلسطین، در اکتساب زمین در فلسطین عثمانی و قیمومیتی توسط یهودیان از دهه ۱۸۸۰ تا تأسیس دولت اسرائیل در سال ۱۹۴۸ بود. بزرگترینِ این خریدها به عنوان خرید سرساک شناخته می‌شود. از اول آوریل ۱۹۴۵، یهودیان مالکیت ۵٫۶۷ درصد از زمین‌های فلسطین را به دست آورده بودند.

## زمینه

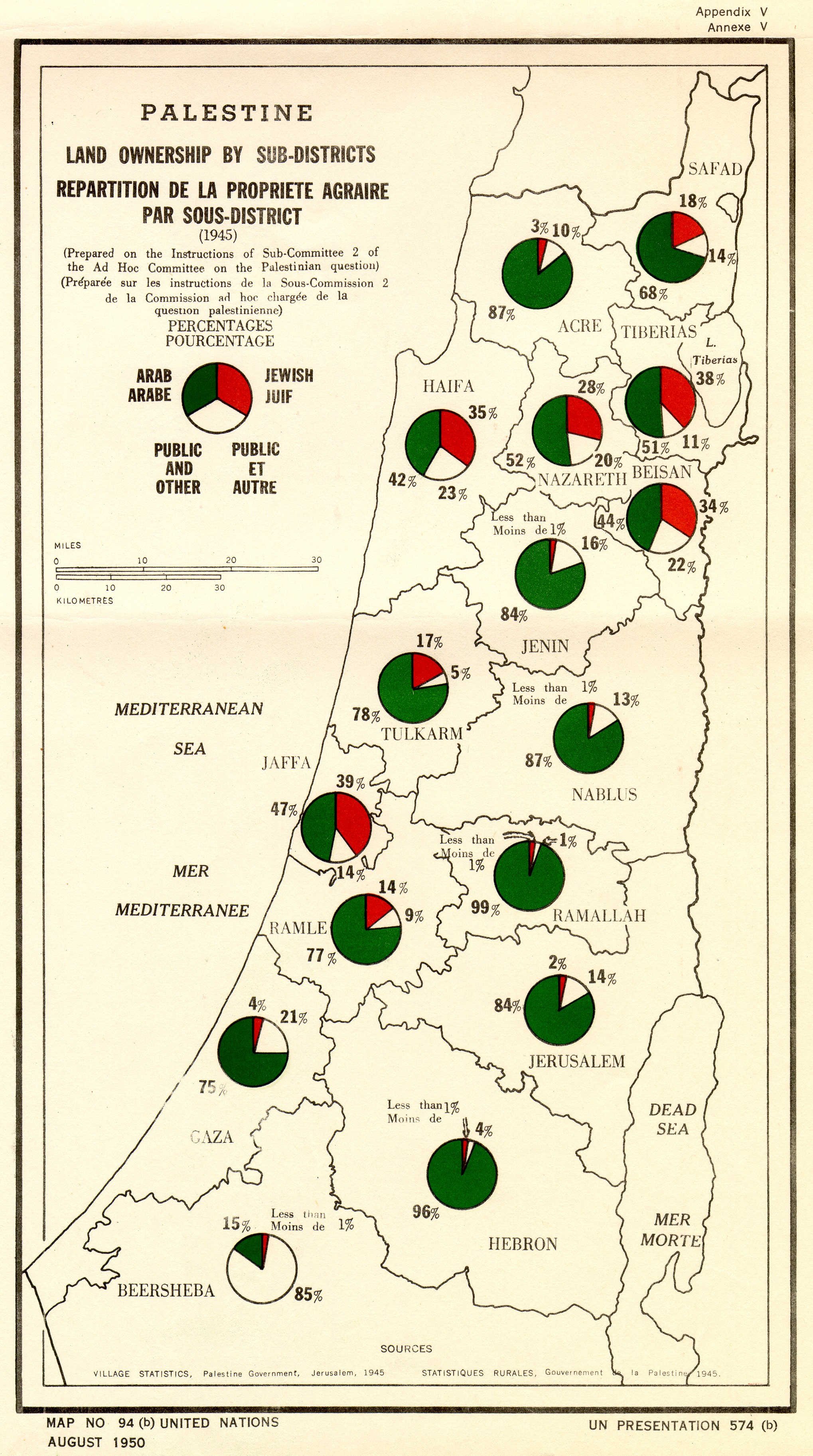
مالکیت زمین کشاورزی فلسطین بر اساس زیر ناحیه (۱۹۴۵)

تلمود به تکلیف شرعی سکنی گزیدن در سرزمین اسرائیل اشاره می‌کند. همچنین امکان برداشتن برخی محدودیت‌های مذهبی مربوط به روز شنبه را برای اکتساب و تسویه بیشتر آن فراهم می‌کند.

## خرید زمین

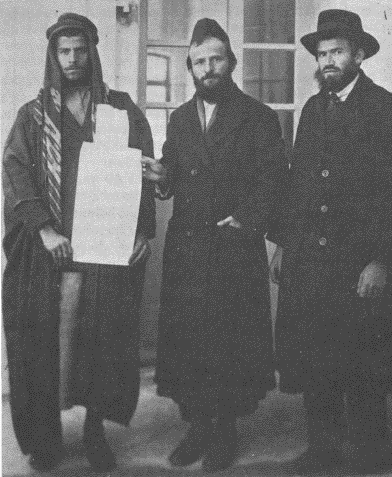
خاخام‌های یهودی در حال خرید زمین از یک مالک عرب، دهه ۱۹۲۰.

تا پایان دوره قیمومت بریتانیا در سال ۱۹۴۸، کشاورزان یهودی ۴۲۵۴۵۰ دونوم زمین زیر کشت داشتند، در حالی که کشاورزان فلسطینی عرب ۵۴۸۴۷۰۰ دونوم زمین زیر کشت داشتند.

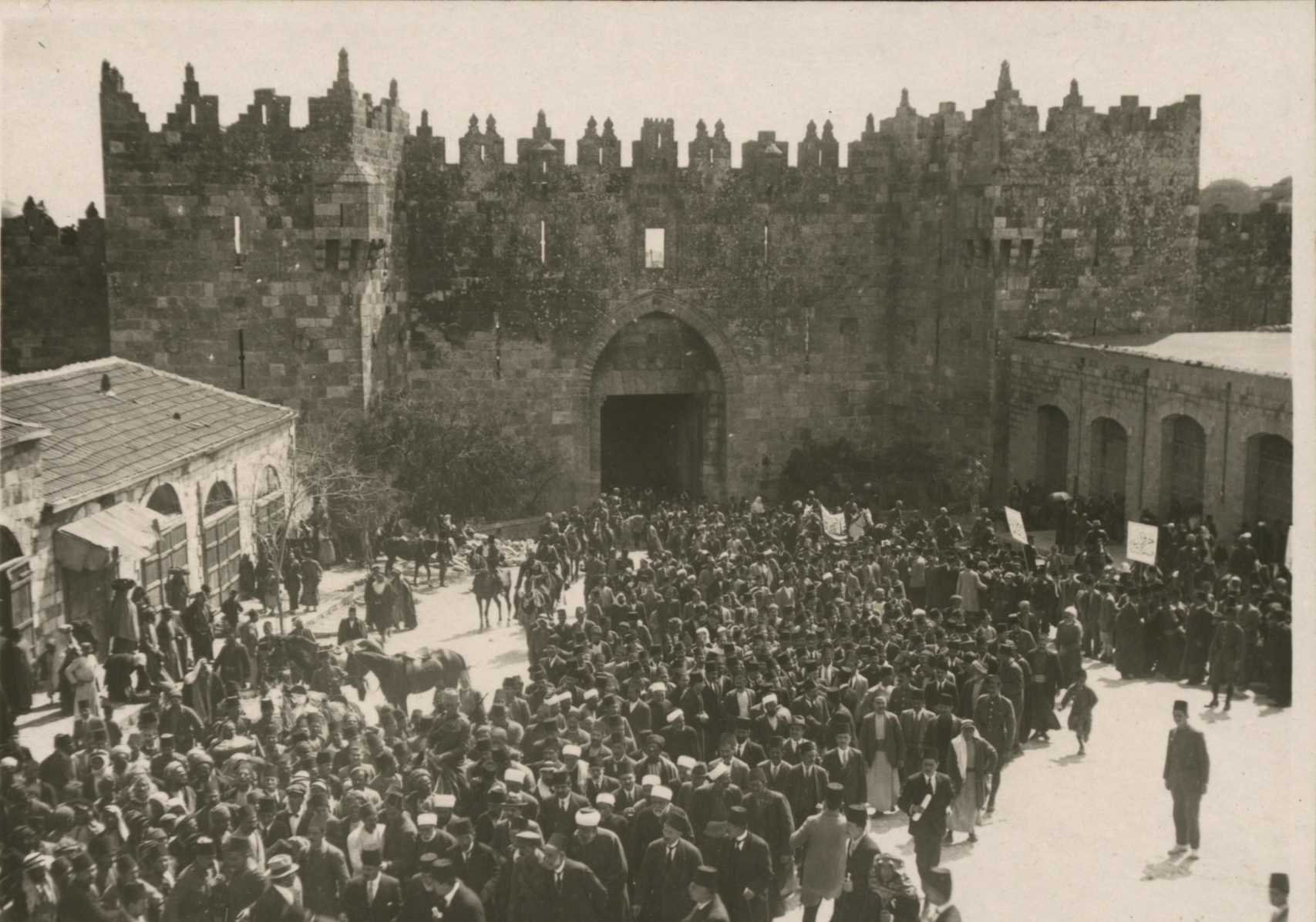
تظاهرات ضد صهیونیستی در دروازه دمشق، ۸ مارس ۱۹۲۰

## اثر اقتصادی
فلاحینی که در تلاش برای تبدیل مزارع سبزی‌جات به باغات مرکبات زمین فروختند، به بازارهای جهانی و در دسترس بودن حمل و نقل دریایی وابسته شدند. کاهش تقاضای بازار جهانی برای مرکبات یا کمبود وسایل حمل و نقل، وضعیت اقتصادی را به شدت به خطر انداخت.»

## تأثیر بر جمعیت
مدیر توسعه، لوئیس فرنچ، در سال ۱۹۳۱ سیاهه ای از اعراب بی‌زمین ایجاد کرد از ۳۲۷۱ متقاضی تنها ۶۶۴ نفر پذیرفته شده و مابقی رد شدند. پورات بیان می‌کند که تعداد اَعراب آواره ممکن است به‌طور قابل توجهی بیشتر بوده باشد، زیرا تعریف فرانسویان از «عرب بی زمین» کسانی را که زمین خود را فروخته بودند، کسانی که زمین‌های دیگری را در اختیار داشتند، کسانی که از آن زمان زمین‌های دیگری را اجاره کرده بودند، حذف می‌کرد. به دلیل فقر یا بدهی قادر به کشت آن نبودند و افراد آواره که زراعتکار نبودند اما مشاغلی مانند شخم زن یا کارگر داشتند.

## کتابشناسی
- Dershowitz, Alan (2003). The Case for Israel. New Jersey: John Wiley and Sons.
- Porath, Y. (1977). The Palestinian Arab National Movement: From Riots to Rebellion. London, UK: Frank Cass and Company Ltd.
- Hallbrook, Stephen P. (Fall 1981). "The Alienation of a Homeland: How Palestine Became Israel". The Journal of Libertarian Studies. V (4).